# Setaria faberi
Setaria faberi é uma espécie de planta com flor pertencente à família Poaceae. 
A autoridade científica da espécie é Herrm., tendo sido publicada em Beitrage zur Biologie der Pflanzen 10(1): 51. 1910.

## Portugal
Trata-se de uma espécie presente no território português, nomeadamente em Portugal Continental e no Arquipélago dos Açores.
Em termos de naturalidade é introduzida nas duas regiões atrás indicadas.

## Protecção
Encontra-se/Não se encontra protegida por legislação portuguesa ou da Comunidade Europeia, nomeadadamente pelo Anexo  da Directiva Habitats e pelo Anexo  da Convenção sobre a Vida Selvagem e os Habitats Naturais na Europa e pelo .